# 畠山航輔
畠山航輔（1997年1月10日—），日本男性演員、配音員。隸屬於SUN MUSIC，在2011年放映的《放浪男孩》初次配音出道。

## 演出作品

### 朗誦
2009年
- 兒童文學作家小山峰子「地雷的足跡」出版紀念演奏會（朗讀）[2]

### 音樂劇
2009年
- Piyopiyo Jiojio（ぴよぴよじおじお）（郡司企画）（皿田雅利久）[2]

### 日劇
2009年
- 我還是孩子的時候（日语：わたしが子どもだったころ (テレビ番組)）（鶴野剛士篇，NHK）（友人）[2]

### 電視動畫
2011年
- 放浪男孩（二鳥修一）[3]

2012年
- 交響詩篇AO（拉吉庫瑪．奈爾）
- 就算是哥哥，有愛就沒問題了，對吧（男子A）

2013年
- 有頂天家族（銀閣）[4]

2014年
- 宇宙浪子（阿畢）[5]
- 人生諮詢電視動畫「人生」（正夫）

2017年
- 情色漫畫老師（惠的同學、御宅族）
- 有頂天家族2（夷川吳三郎（銀閣））

2018年
- 按鍵發明 PIKACHIN-KIT（日语：ポチっと発明 ピカちんキット）（男子）

2019年
- BORUTO-火影新世代-NARUTO NEXT GENERATIONS-（コオロギ）

2020年
- 噴嚏大魔王2020（男性工作人员）

2021年
- 遊戲王SEVENS（少年）[6]

2022年
- 舞動不止（男學生A）
- 東京喵喵NEW（學生）
- 因為是反派大小姐所以養了魔王（學生）

2024年
- 吹響吧！上低音號3（樋口一弦）
- 再見龍生，你好人生（觀客1）

### OVA
2012年
- 人類衰退之後 DVD&Blu-ray特典映像 #人類的弱肉強食（妖精）

### 網路廣播
2011年
- noitaminA Web Radio・第二回
- 水樹奈奈的M的世界（日语：水樹奈々のMの世界）（來賓）

### 舞台·演劇
2013年
- 劇團天人菊「三月的憂鬱」（2013年3月18日和20日，新宿THEATER BRATS）[2][7][8]

## 註解
1. ↑  sunmusic-academy » 13～15歳 的存檔，存档日期2009-01-30.
2. 1 2 3 4  . HORIPRO.   [2014年12月31日]. （原始内容存档于2014年12月13日）.
3. ↑  . 放浪息子官方網站.   [2014年12月31日]. （原始内容存档于2014年12月31日）.
4. ↑  . 有頂天家族官方網站.   [2014年12月31日]. （原始内容存档于2014年12月31日）.
5. ↑  . 宇宙浪子官方網站.   [2014年12月31日]. （原始内容存档于2014年12月21日）.
6. ↑  . 東京電視臺節目表.   [2022年9月25日]. 原始内容存档于2022年9月27日.
7. ↑  . 演劇工作坊. 2013年2月12日  [2014-12-31]. （原始内容存档于2015-09-12）.
8. ↑  . 演劇工作坊.   [2014年12月31日]. （原始内容存档于2014-12-31）.

## 外部連結
- 畠山航輔的X（前Twitter）
- HORIPRO官方網站 畠山航輔 （页面存档备份，存于）